# RationalWiki
RationalWiki je wiki, internetska enciklopedija koja pruža informacije iz znanstveno skeptične, sekularističke i progresivne perspektive. Njegovi deklarirani ciljevi su „analizirati i opovrgnuti pseudoznanost i antiznanstveni pokret, dokumentirati ideje luđaka, istražiti teorije zavjere, autoritarizam i fundamentalizam, te analizirati kako se te teme tretiraju u medijima”. Osnovana je 2007. godine. kao kontrapunkt kršćanskoj fundamentalističkoj Conservapediji nakon sukoba u kojem su neki urednici Conservapedije bili blokirani. RationalWiki sebe definira kao liberalan projekt, za razliku od Conservapedije.

## Vanjske poveznice
- Službena stranica